# Станція Гоуксбілл
Hawksbill Station (Станція Гоксбілл) — науково-фантастичний роман американського письменника Роберта Сілверберга. У серпні 1967 року в американському журналі наукової фантастики Гелексі сайнс фікшн було надруковано нарис «Станція Гоуксбілл», який і був покладений в основу майбутнього роману. Остаточний варіант роману вперше опублікований у Великій Британії 1968 року й називався «The Anvil of Time».

## Короткий сюжет
Наприкінці ХХ століття вчений Гоуксбілл відкрив принцип переміщення в минуле. Уряд США створив станцію Гоуксбілла як виправну колонію докембрійської епохи для подорожі в часі бунтівників і політичних дисидентів. Колонію заселяли тільки чоловіки, яких відправляли туди як "гуманну" альтернативу покарання. Мандрівка в часі виявилась дорогою в один бік, звідки не може бути вороття.
Подій роману розгортаються на станції Гоуксбілл у кембрійський період на Землі. Ландшафт Землі того періоду додає клаустрофобії. Земля - безплідна скеля. Колонія, що складається з пластикових хатин, розташована високо над океаном. Океан переповнений трилобітами та іншими морськими тваринами, якими харчуються мешканці станції. Один із в'язнів навіть проводить наукове дослідження стародавньої групи членистоногих тварин (ракоподібних), незважаючи на те, що він ніколи не зможе передавати свої знання на Землю. 
Безплідний ландшафт, відірваний від теперішнього часу, відсутність активних заходів для заселення, відсутність жінок і сім'ї призводять до відчаю багатьох жителів. Великий відсоток населення вважається божевільним, і вони потребують лікування.

## Про роман
Видатний літературний критик Альгіс Будріс відзначив роман «Станція Гоуксбілл» як найкращий твір Роберта Сілверберга.
Сюжет роману «Станція Гоуксбілл» допоміг дизайнеру відеоігор Джеффу Вогелю сформувати основну ідею відеогри Exile: Escape from the Pit.

## Переклади іншими мовами
Роман перекладено цілою низкою інших мов:
- німецькою «Verbannte der Ewigkeit», 1973
- французькою «Les déportés du Cambrien», 1978
- іспанською «Base Hawksbill», 1980
- російською «Лагерь Хауксбилль», 1992
- російською «Наковальня времени», 1993

Українською мовою станом на 2018 рік не перекладався.